# Joaquim Costa
Joaquim Costa, conhecido como "o Elvis de Campolide" (1936 - 15 de fevereiro de 2008) foi um músico português, considerado como uma lenda, o avô do rock português.

## Biografia
Na década de 50, actuou nas festas organizadas pelo realizador Leitão de Barros no Jardim da Estrela, nas noites de Verão, a primeira vez que o rock foi divulgado em Portugal. Com o dinheiro ganho nessas festas, Joaquim Costa financiou sessões no estúdio da Rádio Graça, fez três acetatos, e criou as capas dos discos, inéditas até ao ano em que morreu.
Na década de 1970, integrou com José Gouveia o "Duo Jotas", chegando a gravar músicas na Rádio Renascença, embora as gravações se tenham perdido.
Em meados dos anos 1990, associado a Elsa Pires, lançou o álbum "Teenagers from Outerspace", pela editora Beekeeper.
Segundo Edgar Raposo, fundador da Groovie Records, vizinho de Joaquim Costa, "o Joaquim foi um punk na atitude ‘do-it-yourself', na rebeldia, no anti-sistema. Dizia que o rock era para ser cantado em inglês, que cantar rock em português era uma palhaçada. Tinha uma opinião muito própria e um conhecimento muito vasto sobre a história do rock'n'roll.". Edgar Raposo actualmente trabalha com Pedro Carvalho Costa num documentário sobre o músico.
Em 2007, actuou no Maxime (Lisboa), em Lisboa, em conjunto com os músicos dos WrayGunn, Paulo Furtado ("Tiger Man", no seu projecto a solo), e Pedro Pinto e Pedro Gonçalves, baixista dos Dead Combo.
Joaquim Costa nunca quis ser músico profissional. Foi electricista, ajudante de electricista, e distribuidor de listas telefónicas, recusando-se sempre a viver do rock. Casou com Piedade Maria, com quem constituiu família, com filhos e netos. Teve o primeiro disco publicado em 2008, pela Groovy Records, com grande sucesso. Morreu nesse ano, aos 72 anos de idade.